# Псалом 4
Четвёртый псало́м — 4-й псалом из книги Псалтирь. Известен по латинскому инципиту Cum invocarem, «Внегда призвати ми». 4-й псалом — это молитва перед сном и одновременно гимн упования на Бога, Который окажет помощь в трудных обстоятельствах. Лейтмотив псалма — знание и доверие Богу, дающие псалмопевцу успокоение и сон.
Надписание содержит музыкальное указание: «Начальнику хора. На струнных [орудиях]».

## Контекст
Автором псалма считают Давида, указание на него есть в надписании. Вероятно, псалом навеян обстоятельствами бегства Давида от мятежа его сына Авессалома.

## Содержание

### Стих 1—2
Использование повелительного наклонения в обращении к Богу («услышь меня») показывает горячесть молитвы. Пребывая в сложных обстоятельствах («в тесноте») Давид взывает к Господу о помощи.Авессалом, захвативший власть в Иерусалиме, стремился опозорить отца в глазах народа. Оклеветанный сыном и его сторонниками, Давид вспоминает, как ранее Бог неоднократно «в тесноте» давал ему «простор». Давид вновь просит Господа о милости.

### Стих 3—4
В мятеже Авессалома принимали участие представители знати, которых Давид называет «сынами мужей», подразумевая «сынов знатных мужей». Давид упрекает их в участии в клевете своего сына, в лживости и продажности. Давид предупреждает их, что находится под опекой Господа, а потому попытки низложить его обречены на неудачу.

### Стих 5—6
«Гневаясь» ближе к тексту можно перевести как «дрожа от гнева». Не грешите против меня в своём гневе, говорит Давид. Прежде чем поверить клевете, поразмышляйте в спокойной обстановке («на ложах ваших»). Давид говорит, что в результате размышлений его недоброжелатели раскаются и засвидетельствуют это (принесут «жертву правды»). В поисках лучшей жизни, чем при дворе Давида, им следует уповать на Господу, а не на свои призрачные силы.

### Стих 7—9
«Многие» — это те, кто сохранил верность Давиду, но в трудные минуты потерял присутствие духа. Когда в пустыне Маханаим у них оскудели запасы продуктов, они не знали, откуда им ждать благо. Но помощь от аммонитского царя явилась неожиданно. И их верность была вознаграждена. Давид вспоминает это, он испытывает успокоение и чувство защищённости, благодарит Господа и ложится спать.

## Цитирование в Новом Завете
«Гневаясь, не согрешайте» (Пс. 4:5) ⇒ «Гневаясь, не согрешайте: солнце да не зайдёт во гневе вашем» (Еф. 4:26).
Во второй части 4-й и начале 5-й глав Послания к Ефесянам апостол Павел даёт ряд этических наставлений христианам. Он использует язык Ветхого Завета, иногда прибегая к прямому цитированию, но не предупреждая об этом своих читателей.
В Еф. 4:26 он призывает христиан не согрешать, когда они гневаются. Строчкой ранее, в Еф. 4:25, он предупредил их не лгать — это ещё один грех, который был совершён преследователями Давида (Пс. 4:3). Далее предупреждая христиан от совершения греха во гневе, Павел добавляет «солнце да не зайдёт во гневе вашем». Вероятно, к этой мысли Павла привели слова Давида о том, что вместо греха во гневе нужно поразмыслить в тишине.

## Богослужебное использование
Православие
4-й псалом поют на Великое повечерие после начальных молитв, в неделю о мытаре и фарисее на вечерне и везде, где читают 1-ю кафизму, в неделю сыропустную на вечерне, на седмицы Великого поста на утрене, читают на неделе антипасхи до отдания Воздвижения Креста, после отдания Воздвижения Креста, до отдания праздника Богоявления, Благовещения Пресвятой Богородицы. Отдельные стихи псалма поют по разным случаям.
4:2 «когда я взываю, услышь меня, Боже правды моей! В тесноте Ты давал мне простор. Помилуй меня и услышь молитву мою» поют на вечерне понедельника в составе прокимна Великого поста.
4:4 «знайте, что Господь отделил для Себя святаго Своего; Господь слышит, когда я призываю Его» поют на вечерне понедельника в составе прокимна Великого поста, на утрене о святых.
4:7 «многие говорят: „кто покажет нам благо?“ Яви нам свет лица Твоего, Господи» поют при поминовении усопших, Причастен, на Воздвижении Креста, на Благовещение Пресвятой Богородицы, на утрене о победе русских войск над шведами под Полтавой в 1709 году, на предпразднество Происхождения Животворящего Креста Господня, на вечерне празднества Всемилостивого Спаса и Пресвятой Богородицы, в навечерие Рождества Христова.
4:7—9 произносят в молитве после вечерней трапезы.
4:9 «спокойно ложусь я и сплю, ибо Ты, Господи, един даешь мне жить в безопасности» поют на Успение Пресвятой Богородицы. Также этот стих поют монахи в монастырях в молитве после вечерней трапезы перед сном.
Иудаизм
4-й псалом поют на Слихот.
4:5 «гневаясь, не согрешайте: размыслите в сердцах ваших на ложах ваших, и утишитесь» произносят перед сном.
Католицизм
По уставу святого Бенедикта, 4-й псалом пели перед сном на комплетории (Литургия часов) всякий день недели в составе псалмов 4, 90, 133.

## Комментарии
1. ↑  Негинот (נְגִינוֹת‬)